# Mongoloraphidia (Mongoloraphidia) indica
Mongoloraphidia (Mongoloraphidia) indica is een kameelhalsvliegensoort uit de familie van de Raphidiidae. De soort komt voor In India.
Mongoloraphidia (Mongoloraphidia) indica werd voor het eerst wetenschappelijk beschreven door H. Aspöck et al. in 1982.